# اچ‌ام‌اس وارسپایت (۱۸۸۴)
اچ‌ام‌اس وارسپایت (۱۸۸۴) (به انگلیسی: HMS Warspite (1884)) یک کشتی بود که طول آن ۳۱۵ فوت (۹۶ متر) بود. این کشتی در سال ۱۸۸۴ ساخته شد.